# 乌戈·贡克尔·吕埃尔

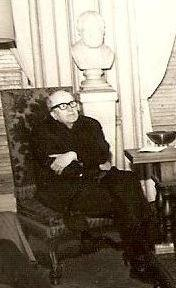

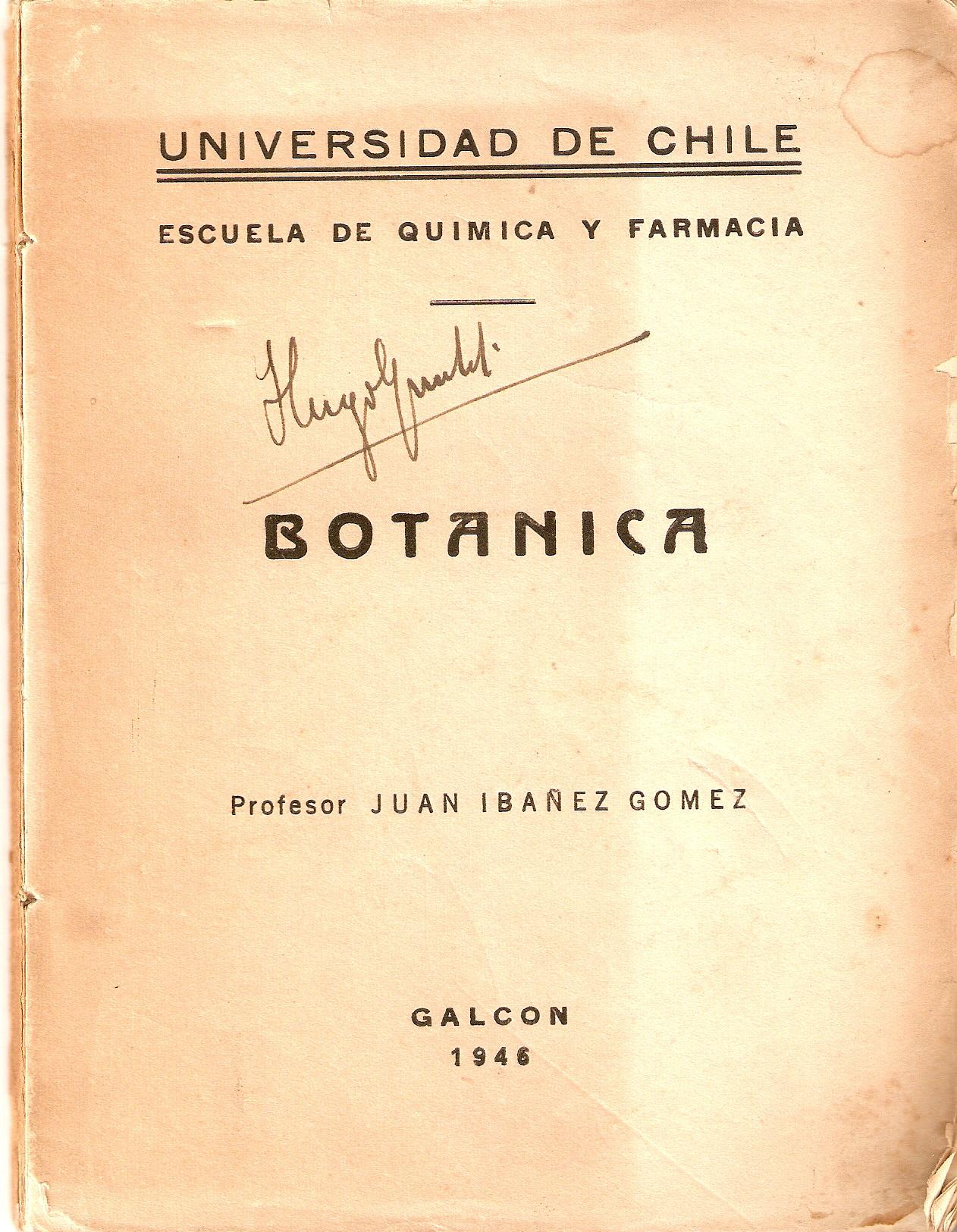
乌戈·贡克尔·吕埃尔的签名

乌戈·贡克尔·吕埃尔（Hugo Gunckel Lüer，1901年8月10日—1997年7月17日），智利植物学家、药剂师與大學教授。
在引用以该人命名的植物學名時，命名人的標準縮寫是
Gunckel。